# Lech Makowski
Lech Makowski (ur. 7 grudnia 1933 w Ostrowie Wielkopolskim, zm. 1981) – polski działacz partyjny i samorządowy, w latach 1975–1977 prezydent Ostrowa Wielkopolskiego.

## Życiorys
Syn Ignacego i Julianny. W 1961 wstąpił do Polskiej Zjednoczonej Partii Robotniczej, od 1963 do 1965 był II sekretarzem POP PZPR w Zakładach Automatyki Przemysłowej w Ostrowie Wielkopolskim. Następnie związany z Komitetem Powiatowym partii w tym mieście, gdzie był kolejno członkiem Komisji Ekonomicznej i egzekutywy, a od 1973 do 1975 sekretarzem ekonomicznym. 1 czerwca 1975 został pierwszym prezydentem miasta po odtworzeniu tego stanowiska, zajmował je do 22 lutego 1977.
W 1969 odznaczony Medalem „Za zasługi dla obronności kraju”.
Zmarł w 1981 roku i został pochowany na cmentarzu parafialnym w Ostrowie Wielkopolskim. 